# 陈立峰
陳立峰（Dennis Tan Lip Fong，1970年8月31日—）是新加坡政治人物與執業律師，現任工人黨黨員、後港單選區國會議員（第14屆及第15屆國會）。他曾於2015年大選後出任非選區議員（NCMP），活躍於交通與社區事務領域。陳立峰專業背景為海事律師，畢業於英國諾丁漢大學與修咸頓大學。自從擔任國會議員以來，他積極關注社區福祉、消費者權益及中小企業支持政策。

## 經歷
陳立峰出生於1970年8月31日，自幼在新加坡成長，擁有法律與海事法背景。他畢業於英國諾丁漢大學，取得法學學士學位，並於2005年獲得修咸頓大學海事法碩士學位，隨後成為英國與新加坡的註冊律師。他專攻海事與國際航運法律領域，曾在多間律所任職，並創立自己的法律事務所，累積逾二十年法律實務經驗。
自2011年起，陳立峰開始參與工人黨的義務工作，並於2015年首次代表工人黨參選鳳山單選區，雖未當選，仍因得票表現突出而被任命為非選區議員（NCMP），進入國會發聲。2020年，他轉戰後港單選區並成功當選，接替卸任的同黨議員方榮發，成為該區歷來第三位工人黨議員。他於2025年新加坡大选中順利連任，繼續擔任後港區國會議員。
在國會期間，陳立峰積極參與辯論與立法審查，尤以關注環境政策、社會福利、殘疾人士權益與公共財政等議題見長，曾多次就重大預算案與法案提出建言，展現專業與實務兼備的政治風格。

## 事件

### 海報高度爭議
在2020年大選期間，陳立峰指出有人民行動黨志工故意將其工人黨的競選海報拉至低於法定高度（約 2.2 公尺以下），影響能見度。他稱之爲「卑鄙而糟糕的政治」（Petty and bad politics）、並公開質問此舉意圖；有行動黨候選人回應並無惡意，選舉管理部門亦稱海報貼錯高度需調整。